# Promise David
Promise Oluwatobi Emmanuel David (ur. 3 lipca 2001 w Brampton) – kanadyjski piłkarz pochodzenia nigeryjskiego występujący na pozycji napastnika, od 2024 roku zawodnik belgijskiego Unionu Saint-Gilloise.